# Alabama (Volk)

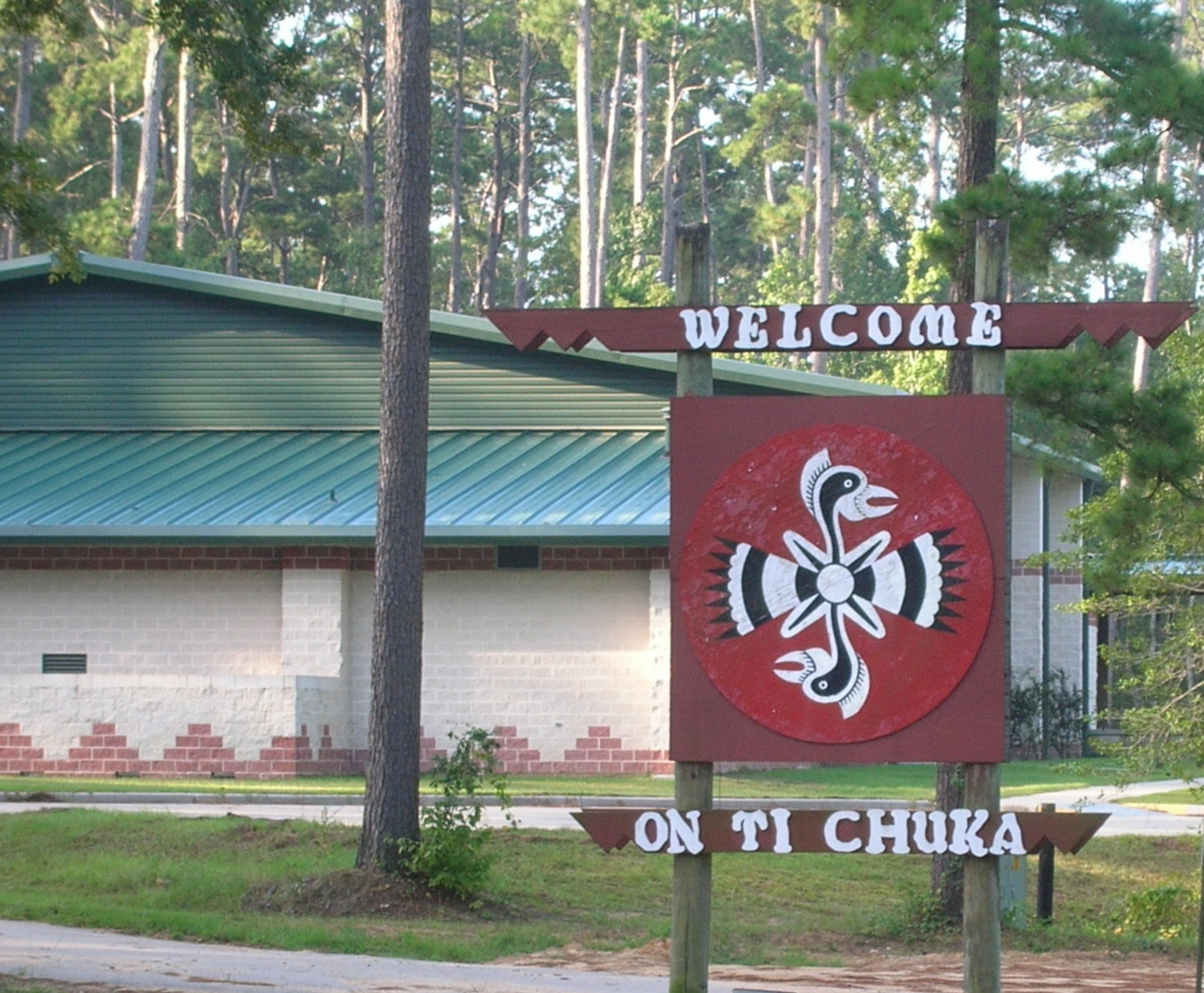
Alabama-Coushatta Reservat in Texas

Die Alabama sind ein Indianer-Stamm Nordamerikas. Zur Zeit des ersten Kontaktes mit den kolonialen Einwanderern lebten sie am Oberlauf des Alabama Rivers, vor allem im heutigen US-Bundesstaat Alabama, teilweise auch in Florida, Louisiana und Oklahoma.
Die Alabama unterteilen sich in die Tawasa und die Pawokti.
Ihre Sprache, Alabama, gehört zur Sprachfamilie der Muskogee-Sprachen.

## Geschichte
Die Alabama freundeten sich mit den ersten französischen Kolonialisten an. 1717 errichteten die Franzosen Fort Toulouse auf dem Gebiet der Alabama. Die Ankunft der Franzosen führte jedoch zu Wanderbewegungen. Ab 1763 zogen viele Alabama mit den verwandten und verbündeten Coushatta aus Alabama und Mississippi auf Grund des Drucks der europäischen Siedler ins Gebiet des heutigen Texas, wo sie heute zusammen den 1987 offiziell anerkannten Alabama-Coushatta Tribe of Texas mit ca. 1137 Stammesmitgliedern und einer Reservation von ca. 18 km², bilden. Diejenigen Alabama und Coushatta (Koasati, Coosauda oder Quassarte), die zurückblieben, kämpften als Mitglieder der Creek-Konföderation (auch Muskogee) gegen die USA. Sie verloren 1784 im Vertrag von Fort James Jackson ihr ganzes Land. Die meisten Alabama und Coushatta begleiteten die Muskogee nach Oklahoma, wo die heute 350 Stammesmitglieder noch heute als offiziell anerkanntes Volk der Alabama Quassarte Tribal Town leben.

## Bevölkerungszahl
Iberville schätzte 1702, dass 400 Familien der Alabama in zwei Dörfern lebten. Der englische Zensus von 1715 zählte 770 Alabama. Für 1832 wird die Bevölkerung mit 321 beziffert, allerdings wurden hierbei die Alabama, die nach Louisiana gezogen waren, nicht gezählt. Der US-Zensus von 1910 gibt 187 Alabama in Texas und 111 in Louisiana an. Gemäß dem Zensus von 1990 sprachen von 500 bis 600 Alabama noch 256 ihre traditionelle Sprache.  

## Bedeutung
Nicht nur der Fluss Alabama River, sondern auch der Bundesstaat Alabama wurde nach diesem Volk benannt. Weiter übernahm eine Eisenbahnstation in Oklahoma den Stammesnamen, ebenso wie die Ortschaften Alabama City in Alabama und Alabam in Arkansas.